# Eva Veškrnová
Eva Veškrnová (* 18. března 1948 Brno) je česká divadelní, operetní a muzikálová herečka a výživová poradkyně. Je starší sestrou české herečky a bývalé první dámy Dagmar Havlové.

## Život
Narodila se 18. března 1948 v rodině hudebního skladatele Karla Veškrny (30. prosince 1919 – 15. července 1998) a jeho ženy Markéty (15. dubna 1922 – 30. prosince 2013) v domě své babičky v brněnské čtvrti Husovice. Rodina později žila v bytovém domě v Brně-Židenicích naproti židenickým kasárnám, kde strávila svoje dětství spolu s o pět let mladší sestrou Dagmar Havlovou, která proslula rovněž jako herečka.[zdroj?]
Od útlého dětství ji trápily zdravotní problémy. Byla často nemocná, v pěti letech onemocněla zánětem srdečního svalu, v sedmi letech jí byla odoperována nesprávná ledvina, což ovlivnilo její budoucí kariéru.
Vystudovala klasický zpěv na Konzervatoři v Brně a poté v letech 1966–1989 působila jako členka souboru zpěvohry Národního divadla Brno, kde odehrála na 75 operetních a muzikálových rolí, převážně na prknech divadla Reduta.[zdroj?]
V roce 1981 si zahrála v jediném filmu, tím byla komedie Noc na zámku. Rovněž vystupovala s Vladimírem Menšíkem v různých estrádách a televizních silvestrovských speciálech.
Poprvé byla provdaná v 70. letech za dirigenta Arnošta Moulíka (1935–2022), podruhé za Zdeňka Podušku (* 1946), třetím manželem je bývalý hudebník a odborník na alternativní medicínu Bohumil Kempný (* 1945).[zdroj?]
Její hereckou kariéru ukončily vážné zdravotní problémy. Několikrát přežila klinickou smrt. Kvůli zdravotnímu stavu se rozhodla přestat jíst maso, stala se vegetariánkou a začala se zabývat alternativními léčebnými a výživovými metodami. Spolu se svým třetím manželem si v Brně v 90. letech otevřeli vlastní poradnu zdravého životního stylu.
Vydala dvě knihy, v níž shrnula svoje životní a dietologické zkušenosti. Kromě toho pořádala i besedy. Nepřestala se věnovat ani hudbě. Vydala album starých křesťanských písní.

## Divadelní role
V Národním divadle Brno vytvořila mnoho desítek rolí, jejichž přehled podává archiv této instituce.

## Filmografie
| Rok  | Název        |
| ---- | ------------ |
| 1981 | Noc na zámku |